# Gens Cossutia
Cossutius war der Gentilname der gens Cossutia, einer Familie des Römischen Reiches, der neben einigen Münzmeistern verschiedene Künstler angehörten. Die Gens ist seit dem 2. Jahrhundert v. Chr. bezeugt und entstammte dem Ritterstand.
Wichtige Vertreter waren:
- Marcus Cossutius, von Verres ausgezeichneter Anwalt
- Decimus Cossutius, Architekt unter Antiochos IV., Erbauer des Olympeions in Athen
- Marcus Kossutios Kerdon, griechischer Bildhauer, Freigelassener des Cossutius
- Markos Kossitios aus Aphrodisias, griechischer Bildhauer, eventuell identisch mit M. Kossutios Kerdon
- Marcus Cossutius Menelaos, griechischer Bildhauer, angeblich Schüler des Stephanos
- Cossutia, zeitweilige Verlobte Caesars